# Distrito de Kupiškis
El distrito de Kupiškis (lituano: Kupiškio rajono savivaldybė) es un municipio-distrito lituano perteneciente a la provincia de Panevėžys.
En 2011 tiene 20 251 habitantes. Su capital es Kupiškis.
Se ubica al este de Panevėžys. Por su término municipal pasa la carretera 122, que une Panevėžys con Daugavpils.

## Subdivisiones
Se divide en seis seniūnijos (entre paréntesis la localidad principal):
- Seniūnija de Alizava (Alizava)
- Seniūnija de Kupiškis (Kupiškis)
- Seniūnija de Noriūnai (Noriūnai)
- Seniūnija de Skapiškis (Skapiškis)
- Seniūnija de Subačius (Subačius)
- Seniūnija de Šimonys (Šimonys)